# Cacopsylla albipes
Cacopsylla albipes är en insektsart som först beskrevs av Flor 1861.  Cacopsylla albipes ingår i släktet Cacopsylla och familjen rundbladloppor. Inga underarter finns listade i Catalogue of Life.